# Bolton-Est
Bolton-Est, på engelska även kallad East Bolton, är en kommun i provinsen Québec i Kanada. Den ligger i regionen Estrie, i den sydöstra delen av landet, 260 km öster om huvudstaden Ottawa.
Kommunen är officiellt tvåspråkig (franska och engelska), med 73 % fransktalande och 25 % engelsktalande (modersmålstalare) vid folkräkningen 2021.